# Richard Marx
Richard Noel Marx (ur. 16 września 1963 w Chicago) – amerykański wokalista, kompozytor, twórca tekstów i producent płytowy.
W późnych latach 80. i latach 90. wydał przebojowe romantyczne ballady, m.in. „Endless Summer Nights”, „Right Here Waiting” i „Hazard”, jak też hity rockowe, m.in. „Don’t Mean Nothing”, „Should’ve Known Better”, „Satisfied” i „Too Late to Say Goodbye”. Zapisał się w kanonie muzyki popularnej jako pierwszy wykonawca solowy, który umieścił siedem swoich singli w pierwszej piątce listy „Billboardu”.

## Życiorys

### Wczesne lata
Urodził się w Chicago w Illinois jako jedyne dziecko Ruth (z domu Guildoo), byłej wokalistki, i Richarda Henry’ego „Dicka” Marxa (ur. 12 kwietnia 1924, zm. 12 sierpnia 1997), muzyka jazzowego i twórcy dżingli początku lat 60. Miał trójkę przyrodniego rodzeństwa z poprzedniego małżeństwa ojca.
Swoją karierę muzyczną rozpoczął w wieku 5 lat, śpiewając dżingle zrealizowane przez firmę handlową ojca; jego lista przebojów reklamowych obejmowała „Arm & Hammer”, „Ken-L Ration” i „Nestlé Crunch”. Jako 17-latek mieszkał w Highland Park w Illinois, gdy kaseta z jego piosenkami znalazła się w rękach Lionela Richiego. Po ukończeniu North Shore Country Day School w Winnetka w Illinois, Marx przeniósł się do Los Angeles i nagrał tło wokalne do utworu Lionela Richiego „You Are”, a także „Running with the Night” i „All Night Long (All Night)”, które trafiły na płytę Can’t Slow Down (1983).
W tych wczesnych latach, Marx nagrywał w studiu jako chórek dla takich artystów jak: Madonna, Whitney Houston, Barbra Streisand i Luther Vandross.

### Kariera
W czerwcu 1987 ukazał się debiutancki album Richard Marx, który sprzedano w ilości prawie 4 miliony egzemplarzy w USA i przyniósł cztery single: „Don’t Mean Nothing”, „Should’ve Known Better”, „Endless Summer Nights” i „Hold On to the Nights”. W maju 1989 wydana została druga płyta długogrająca Repeat Offender, która stała się potrójną platyną w ciągu kilku miesięcy i ostatecznie sprzedała się w ponad 5 mln sztuk w samych Stanach Zjednoczonych, za sprawą singli „Satisfied” i „Angelia”, a szczególnie „Right Here Waiting”. W 1991 Marx z udziałem takich artystów jak Luther Vandross i Billy Joel nagrał swój trzeci album Rush Street, który promowały single: „Keep Coming Back”, „Hazard” i „Take This Heart”.
Latem 2006 Marx koncertował z Ringo Starrem i jego zespołem All-Starr. Współpracował też przy tworzeniu utworu Ringo Starra „Mystery of the Night” (2010).
W komedii Michaela Rosenbauma Powrót do młodości (Back in the Day, 2014) u boku Moreny Baccarin, Kristoffera Polahy i Harlanda Williamsa zagrał postać sąsiada.

## Życie prywatne
8 stycznia 1989 poślubił tancerkę i aktorkę Cynthię Rhodes, znaną z roli Penny Johnson w melodramacie muzycznym Dirty Dancing. Mają trzech synów: Brandona Caleba (ur. 11 września 1990), Lucasa Connera (ur. 14 września 1992) i Jessego Taylora (ur. 4 stycznia 1994). Po 25 latach małżeństwa, 4 kwietnia 2014 para ogłosiła rozwód. 23 grudnia 2015 ożenił się z modelką i aktorką Daisy Fuentes.

## Dyskografia

### Albumy studyjne
| Rok  | Tytuł             | pozycje na listach przebojów | pozycje na listach przebojów | pozycje na listach przebojów | pozycje na listach przebojów | pozycje na listach przebojów | Data wydania         |
| Rok  | Tytuł             | Niemcy                       | Austria                      | Szwajcaria                   | Wielka Brytania              | USA                          | Data wydania         |
| ---- | ----------------- | ---------------------------- | ---------------------------- | ---------------------------- | ---------------------------- | ---------------------------- | -------------------- |
| 1987 | Richard Marx      | –                            | –                            | –                            | 68 (2 tyg.)                  | 8 3xplatyna (86 tyg.)        | czerwiec 1987        |
| 1989 | Repeat Offender   | 9 15xzłoto (60 tyg.)         | 27 (2 tyg.)                  | 7 złoto (14 tyg.)            | 8 złoto (12 tyg.)            | 1 4xplatyna (66 tyg.)        | maj 1989             |
| 1991 | Rush Street       | 33 (25 tyg.)                 | –                            | 17 (7 tyg.)                  | 7 złoto (20 tyg.)            | 35 platyna (58 tyg.)         | 28 października 1991 |
| 1994 | Paid Vacation     | 18 (17 tyg.)                 | 34 (3 tyg.)                  | 7 (16 tyg.)                  | 11 (6 tyg.)                  | 37 platyna (23 tyg.)         | 8 lutego 1994        |
| 1997 | Flesh and Bone    | 52 (4 tyg.)                  | –                            | 24 (6 tyg.)                  | –                            | 70 (6 tyg.)                  | 8 kwietnia 1997      |
| 2004 | My Own Best Enemy | –                            | –                            | –                            | –                            | 126 (1 tyg.)                 | 10 sierpnia 2004     |
| 2012 | Christmas Spirit  | –                            | –                            | –                            | –                            | 181 (1 tydzień)              | 22 października 2012 |
| 2014 | Beautiful Goodbye | –                            | –                            | –                            | –                            | 39 (1 tydzień)               | 8 lipca 2014         |

### Single
| Rok  | Piosenka                           | US Hot 100 | US M.S.R. | US A.C. | UK Singles | Album                |
| ---- | ---------------------------------- | ---------- | --------- | ------- | ---------- | -------------------- |
| 1987 | „Don’t Mean Nothing”               | 3          | 1         | –       | 78         | Richard Marx         |
| 1987 | „Should’ve Known Better”           | 3          | 7         | 20      | 50         | Richard Marx         |
| 1988 | „Endless Summer Nights”            | 2          | –         | 2       | 50         | Richard Marx         |
| 1988 | „Hold On to the Nights”            | 1          | –         | 3       | 60         | Richard Marx         |
| 1989 | „Satisfied”                        | 1          | 5         | –       | 52         | Repeat Offender      |
| 1989 | „Right Here Waiting”               | 1          | –         | 1       | 2          | Repeat Offender      |
| 1989 | „Angelia”                          | 4          | –         | 2       | 45         | Repeat Offender      |
| 1990 | „Too Late to Say Goodbye”          | 12         | 17        | 47      | 38         | Repeat Offender      |
| 1990 | „Children of the Night”            | 13         | –         | 6       | 54         | Repeat Offender      |
| 1991 | „Keep Coming Back”                 | 12         | –         | 1       | 55         | Rush Street          |
| 1992 | „Hazard”                           | 9          | –         | 1       | 3          | Rush Street          |
| 1992 | „Take this Heart”                  | 20         | –         | 4       | 13         | Rush Street          |
| 1992 | „Chains Around My Heart”           | 44         | –         | 9       | 29         | Rush Street          |
| 1994 | „Now and Forever”                  | 7          | –         | 1       | 13         | Paid Vacation        |
| 1994 | „The Way She Loves Me”             | 20         | –         | 3       | 38         | Paid Vacation        |
| 1994 | „Silent Scream”                    | –          | –         | –       | 32         | Paid Vacation        |
| 1997 | „Until I Find You Again”           | 42         | –         | 3       | 2          | Flesh and Bone       |
| 1997 | „At the Beginning” (z Donną Lewis) | 45         | –         | 2       | –          | Anastasia soundtrack |
| 2000 | „Days In Avalon”                   | –          | –         | 25      | –          | Days In Avalon       |
| 2004 | „When You’re Gone”                 | –          | –         | –       | –          | My Own Best Enemy    |
| 2004 | „Ready to Fly”                     | –          | –         | 22      | –          | My Own Best Enemy    |